# Estadio Obilića Poljana
El Stadion Obilića Poljana es un recinto deportivo multiuso situado en la ciudad de Cetiña Montenegro. En él se disputan competiciones de athletismo a nivel local e incluso nacional y los partidos de fútbol del FK Lovćen que juega en la Primera División de Montenegro. El recinto deportivo dispone de una pista de athletismo reglamentaria y de un terreno de juego de 105 x 70 metros de césped natural. La capacidad de las gradas del estadio es de 2000 espectadores. 
Este recinto multiusos fue inaugurado en el año 1956.